# Javier Herrera Corona
Javier Herrera Corona (ur. 15 maja 1968 w Autlán de Navarro) – meksykański duchowny rzymskokatolicki, dyplomata watykański, arcybiskup, nuncjusz apostolski w Kongu i Gabonie od 2022.

## Życiorys
21 września 1993 otrzymał święcenia kapłańskie i został inkardynowany do diecezji Autlán. W 2000 rozpoczął przygotowanie do służby dyplomatycznej na Papieskiej Akademii Kościelnej. W 2003 rozpoczął służbę w dyplomacji watykańskiej pracując kolejno jako sekretarz nuncjatur: w Pakistanie (2003-2007), Peru (2007-2010) i Kenii (2010-2014). Następnie był radcą nuncjatur w Wielkiej Brytanii (2014-2016) i na Filipinach (2016-2022).
5 lutego 2022 został mianowany przez Franciszka arcybiskupem tytularnym Vulturaria oraz nuncjuszem apostolskim w Kongo i Gabonie. Sakry biskupiej udzielił mu 23 kwietnia 2022 Sekretarz Stanu kardynał Pietro Parolin.